# أبو بكر بن بلقاسم الحاج عيسى
أبو بكر بن بلقاسم الحاج عيسى (ولد سنة 1912 بمدينة الأغواط) هو عالم جزائري

## المولد والنشأة
ولد سنة 1331 هـ - 1912 م بمدينة الأغواط على ما ذكره الشيخان أحمد قصيبة وأحمد حماني، دخل «أبو بكر» في طفولتِه الكتَّاب على العادة الجارية، فتعلَّم القراءة والكتابة والقرآن على الشيخ «ابن عزوز»، كما حفظ بعض المتون العلميَّة وعيونًا من قصائد الشعر العربي، وتفتَّقت مواهبُهُ وشغف بالمطالعة وتحصيل المعارف وتوسيع المدارك، فكوَّن لنفسِهِ شيئًا فشيئًا حصيلةً مهمَّة، كانت بمثابة الأساس الذي انبنت عليه حياتُهُ العلميَّة فيما بعدُ، وكلَّل ذلك بأن ضرب بسهمٍ في اللغة الفرنسيَّة حيثُ أدخله أهله المدرسة الفرنسيَّة.
في سنة 1922 م حلَّ بالأغواط بطلبٍ من أهلها الأستاذُ المُصلِحُ الأديب الشيخ السعيد الزاهري، ومكث مدرِّسًا بمدرسةٍ عربيَّةٍ أسَّسها أعيانُ الأغواط والمتطلِّعون إلى نهضتها بنهضة أبنائها، نحوًا من سنتين (من أول سنة 1922 م إلى آخر سنة 1923 م)، ترك فيها أثرًا حسنًا في التلاميذ، وأَخَذَهُم بتربيةٍ حيَّةٍ مُثمِرَة، وهيَّأَ الجوَّ الحسن في المدرسة للشيخ العلاَّمة مبارك الميلي الذي خَلَفَهُ فيها، وأعدَّ له التلاميذ فوجدهم الشيخ مبارك كما يُريد.
وشرع العلاَّمة مبارك الميلي في وضع أسس النهضة العلميَّة الدّينيَّة بالأغواط، وتمتين أركانها، بما كان يُلقيه من الدروس والنصائح والخطب في «المدرسة العربيَّة الحرَّة»، وفي المساجد وفي اجتماعاته بالأهالي والأعيان، وكان «الشيخ أبو بكر» من الآمِّين لهذه الدروس، وهو في زهرة شبابه، وبَدْءِ نضجه وإدراكه، وقد أعرض عن متابعة الدراسة بالمدارس الفرنسية وتخصَّص للعربيَّة مع معرفته بالفرنسيَّة. ولمَّا نما غرسُ الشيخ مبارك في الأغواط، ورأى أنَّ استعداد تلامذته الذين كوَّنهم وأعدَّهم، لا يُروِّيهِ إلاَّ الدراسة الجامعيَّة العالية، أشار على أنبغِ تلاميذِهِ: «الشيخ أبو بكر» وإخوانه بالسفر إلى تونس والانخراط في طلبة جامع الزيتونة المعمور آنذاك، وهكذا يمَّمُوا شطرهم إلى الجامعة الزيتونيَّة ليُشاركوا شيخهم وأستاذهم في الأخذ عن كبار المشْيَخَةِ هناك. وضمَّت تلكم البعثة الأغواطيَّة سنة 1932 م، كلاًّ من الشيوخ: أحمد شطة، وأحمد بن أبي زيد قصيبة، ومحمد دهينة، ومحمد الطيب، ومحمد الحدبي.
في تونس تلقَّى أبو بكر الحاج عيسى العلوم على جلَّةٍ منهم: الشيخ عبد العزيز جعيط، والشيخ بلحسن النَّجَّار، والشيخ ابن عبد السلام التونسي، والشيخ الهادي العلائي، والشيخ محمد الزغواني، والشيخ البشير النيفر، والشيخ الطاهر بن عاشور، وغير هؤلاء. ولم يكتف بدروس الجامع، بل كان يحضر بـ«العطَّارين» محاضرات الأستاذ العربي الكبَّادي، وبـ«الخلدونيَّة» محاضرات الأستاذ عثمان الكعَّاك، وكان يُطالعُ لنفسه نفائس «المكتبة العبدليَّة»، مثل: كتاب «المحصول» للفخر الرَّازي، وقد قرأه قراءةَ درسٍ وتحصيلٍ. وفي ربيع سنة 1937 م أنهى دراسته أبو بكر الحاج عيسى بتحصيلٍ وافرٍ وعلمٍ غزيرٍ، وبمجرد عودته إلى الأغواط شرع في تعليمِ الطَّلبةِ الذين تجمهروا عليه في جامع الشيخ عبد القادر الجلالي (الكائن بشارع عبد الحميد بن باديس حاليًّا)، وكان معه في التدريس بهذا المسجد رفيقُهُ الشيخ أحمد شطة.

## مع جمعية العلماء المسلمين الجزائريين
بَلَغَ صيت الشيخ أبي بكر إلى الإمام ابن باديس رائد النهضة العلميَّة والدِّينيَّة في الوطن الجزائري، فأرسَلَ إليه ودَعاهُ ليكون بجانبه في قسنطينة: «يُشاركُ في إلقاء دروسٍ للطلبة وليتلقَّى دروسًا عليه أجلُّها درس التفسير والحديث و«الأمالي» لأبي علي القالي ودروس في مقدمة ابن خلدون، ونُدِبَ لإلقاء دروسٍ بمدرسة التربية والتعليم بقسنطينة التي كانت في بَدْءِ نهضتها. وفي ما يلي أول كلمة لـ«الشيخ أبي بكر» بمدرسة التربية والتعليم بقسنطينة، وفيها أدبٌ رفيعٌ، وعبارة رائقة:
| أبو بكر بن بلقاسم الحاج عيسى | بسم الله الرحمن الرحيم، والصلاة والسلام على النبي الكريم، السلام عليكم أيها الإخوة، يجمُلُ بي، وقد حللتُ محلَّ أستاذنا باديس في محادثته التي اعتاد –حفظه الله- أن يُسمعكم إيَّاها كلَّ يوم أحد، أن أعتذر إليكم أن حَرَمْتُكُم التَّذَوُّق إلى نفاسة معانيه وغوالي حكمه ومواعظه. هذه الليلة التي تستبطئون حلولها، وتودُّون بكل قلوبكم أن تشد نجومها بكل مغار الفتل حتى لا تفلت منكم فيفوتكم كل خير في الاستماع إلى داعية الخير والحق المخلص، فتستضيء نفوسكم بفضل شعاع إيمانه المقتنع النافذ إلى الأعماق؛ وتتزوَّدون من إخلاصه ما يطرد عنكم وسواس الشيطان ووحي البيئة الوبيئة كل الأسبوع، ثم أعتذر إليكم أنكم لا تسمعون منِّي جديدًا إن لم تمجُّوا حديثي وتملُّوه!. وخوفًا من أن تنتظروا هذا الحديث فيغلبني العِيُّ فلا تسمعوه، آثرت أن يكون هذا الحديث مكتوبًا، إذْ لم أتعوَّد حديث الجماعات ولكل امرئٍ من دهره ما تعوَّدَا! على أن تبعة هذا الحرمان لا يَدَ لي فيها- وإنما أمرٌ من باعث الحركة ومغذِّيها ارتأى أن يحرمكم ويصلني، وما عسى أن يكون مقدار حرمان ليلةٍ في تكوين رجل! رأى تقاعسي في هذا المضمار وغلبة الحياء عليَّ في هذا الميدان فرماني بكم ورماكم بي كذلك فلا غبن ولا حيف. أراد أن يوجهني إلى هذه الناحية من نواحي الإصلاح الاجتماعي على منظرٍ منه ومسمعٍ حتى يسايرني في نزع هذا الوهم المتأصِّل منِّي. ولهذا التوجيه فوائده ونتائجه، ولا غَرْوَ فمثلُهُ مَنْ خَبَرَ أدواء الأمة وأدويتها، فلله هو من زعيمٍ ومن حكيم. وبعد فإنَّ كلمتي هذه إليكم ليست خطابًا ولا محاضرة، وإنما هي حديث مكتوب فحسبُ لإخوانٍ جمعتني وإياهم خدمة العربية ونشر الإسلام وتأييد جمعية العلماء المسلمين الجزائريين في عملها الاجتماعي. ولا يكون هذا الحديث في تفسير آية أو شرح حديث، فإني أخجل من نفسي أن تسمع الأذن التي سمعت باديس يُفسِّر ويشرح، تفسيري أنا لآية أو شرحي لحديث، ولا أكتمكم أني حضرت دروس التفسير والحديث لأكابر العلماء بجامع الزيتونة، فما وجدت من يضاهي باديس في فهم سر القرآن والسنة والشريعة الإسلامية. وإنما يكون هذا الحديث في إنشاد بيتٍ عربي... | أبو بكر بن بلقاسم الحاج عيسى |

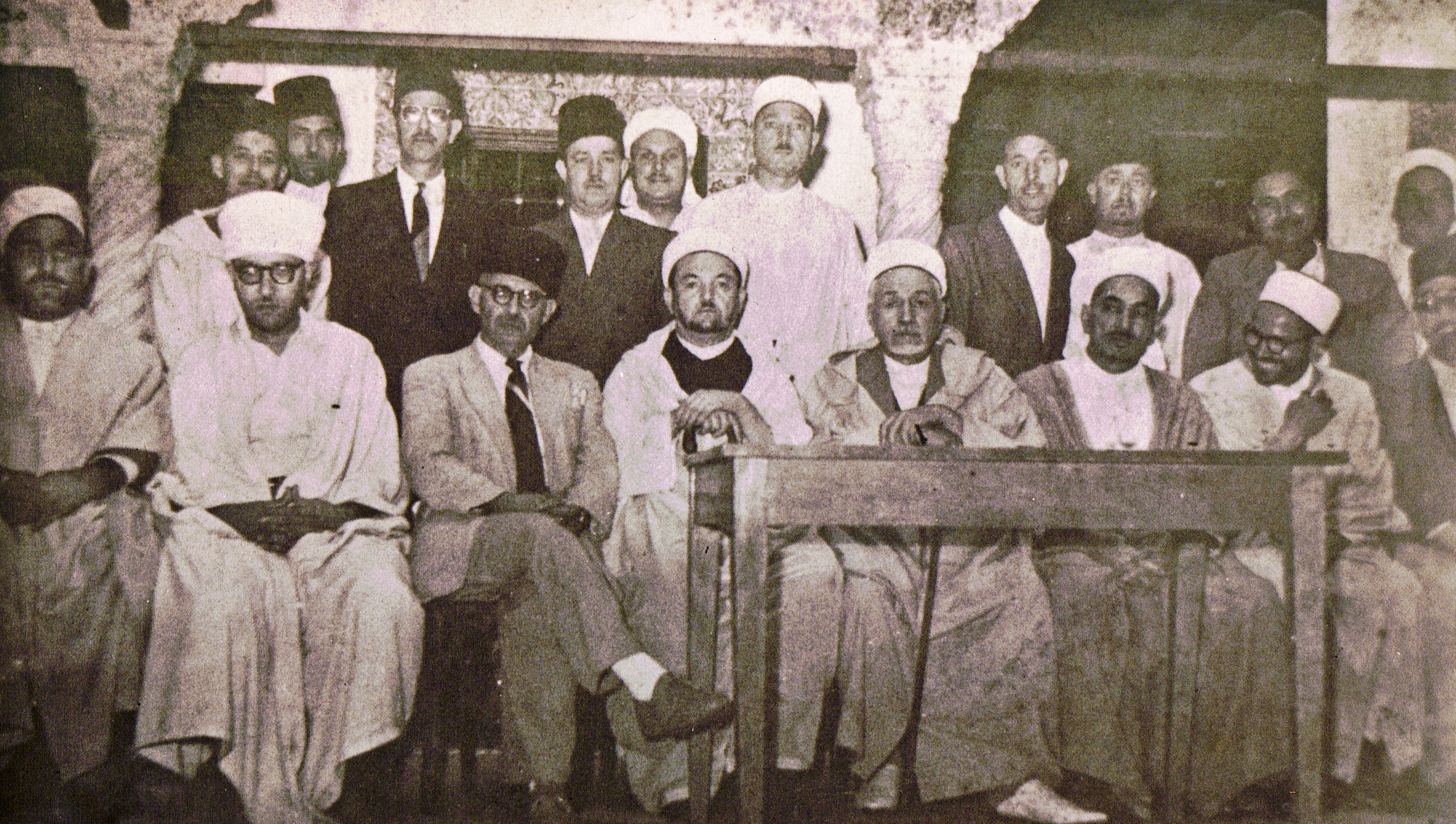
المجلس الإداري لجمعية العلماء - 1949. (الجلوس، من اليمن إلى الشمال) أحمد بوشمال، عبد اللطيف سلطاني، محمد خير الدين البسكري، محمد البشير الإبراهيمي (نائب الرئيس)، العربي التبسي، أحمد توفيق المدني، عباس بن الشيخ الحسين، نعيم النعيمي، (الوقوف من خلف) مجهول، حمزة بوكوشة، أحمد سحنون، عبد القادر المغربي، الجيلالي الفارسي، أبو بكر الأغواطي، أحمد حماني، باعزيز بن عمر، مجهول، مجهول.

وبعد سنةٍ دراسيَّةٍ قضاها الشيخ أبو بكر الحاج عيسى في قسنطينة وبمدرسة التربية والتعليم، عَيَّنَهُ المجلس الإداري لجمعية العلماء رئيسًا لـ (المكتب العمالي) بالعاصمة لتنظيم وتأسيس شُعَب الجمعية في عمالة الجزائر.

قال الشيخ محمد البشير الإبراهيمي في التعريف بِهِ في حفلٌ كبيرٌ بمناسبة ختمِ الشيخ ابن باديس لتفسير كتاب الله تعالى بعد خمسٍ وعشرين سنة من الدَّرس: «الأستاذ أبو بكر الأغواطي: شابٌّ أخذ عن الأستاذ الميلي ثمَّ نزَحَ بإشارتِهِ إلى تونس في بعثةٍ إلى جامع الزيتونة. وهو الآن (أي: سنة (1938م)) يشغلُ مركزًا عمليًّا من مراكز جمعية العلماء لا يقومُ به إلاَّ المحنَّكُون» اهـ.
وها هي خطبة الشيخ أبي بكر في الاحتفال المذكور:
| أبو بكر بن بلقاسم الحاج عيسى | أيها السادة، السلام عليكم ورحمة الله وبركاته. هكذا: حتى على عالم الأعمال يتعاقب الليل والنهار ليبليا ما جد منها وليسفيا عليها من رمال الإهمال والنسيان ركاما تغطي كبيرها وصغيرها، ولكن هل تستطيع أيضا أن تغطي جليلها وخطيرها؟ إن الفلك الدوار وحارسيه الليل والنهار، لا تستطيع أن تغطي إلا على ما يستحق في سنة الله التغطية. فأما الأعمال العتيدة فهي كالأعمال المشيدة، تلح عليها العواصف بسوافيها، فلا تضمرها ولا تخفيها، كما ارتدت سافيات الرمل ورامسات القطر حسرى عن أهرام الجيزة وإيوان كسرى. إن في فضاء التاريخ أعلاما من الحق والنور لم يدركها الفناء بطمس، ولم يغبرها الصفاء في رمس، وما هي إلا أعمال رجال ملهمين مخلصين، وضعوها لهداية الضالين وإرشاد الحائرين. والمحتفى به اليوم أستاذنا وأستاذ أساتذتنا عبد الحميد بن باديس، هو من هؤلاء الرجال الذين يعملون الأعمال، ويبنون الرجال، ويحيون الأجيال، فلا يقوى الدهر على إطفاء ما أشعلوا وإخفاء ما عملوا بحال... | أبو بكر بن بلقاسم الحاج عيسى |

### تزكية من الشيخ محمد البشير الإبراهيمي
كتب الشيخ الإبراهيمي لـ«الشيخ أبو بكر» تزكيةً، مُعرِّفًا بمنزلتِه العلميَّة وكفاءتِه العمليَّة، وهذا نصُّها:

" يشهدُ الممضي أسفلَهُ محمد البشير الإبراهيمي رئيس جمعية العلماء المسلمين الجزائريين أنَّ ولدنا الشيخ أبو بكر بن بلقاسم الحاج عيسى كان قد تعلَّم على المرحوم الشيخ مبارك الميلي بالأغواط، والشيخ عبد الحميد بن باديس بقسنطينة ثم انتقل إلى تونس فواصلَ تعلُّمَهُ بالزيتونة خمس سنوات إلى أن تخرَّجَ بقوّة العالميّة، ثمّ التحق بحركة جمعية العلماء وعمل بحَقْلَيْ التعليم المدرسي والوعظ والإرشاد، وكان ناجحًا موفَّقًا مُنْتِجًا ممَّا أهَّلَهُ إلى إدارة المدارس، ثمَّ عضويَّة لجنة التعليم والتفتيش الجهوي، وكان من أحسنِ النَّاسِ سلُوكًا واستقامةً. وقد كتبتُ لهُ هذه الشهادة ليستظهِرَ بها عند الحاجة. رئيس جمعية العلماء الجزائريين "

## أثناء الثورة المباركة
أُلقي القبض على الشيخ أبي بكر وعلى الشيخين: أحمد شطة، والحسين زاهية يوم 15 أوت سنة: 1958 م، ولقوا أنواعًا من التعذيب والإهانة، ومنهم من أُعْدِمَ كالشيخ أحمد شطة، وأُبعِدَ الشيخ أبو بكر إلى معتقل بني مسوس بالعاصمة، وما أُطلِق سراحُهُ إلاَّ في أوائل سنة: 1960 م، ليدخل في عزلةٍ اضطراريَّة ويقبعَ في إقامةٍ جبريَّة في منزلِهِ، إلى أن أَذِنَ اللهُ تعالى لهذه الأمَّة أن ترى النُّور، وتتحرَّرَ من ذلِّ العبوديَّة.

## بعد الاستقلال
عُيِّن مفتِّشًا للغة العربيَّة بالمناطق الصحراوية وهي الأغواط، غرداية، متليلي، المنيعة، ثم نُقل إلى تقرت في سنة: 1965 م، فما لبث أن عاد إلى منطقته الأولى مفتشًا للتعليم الابتدائي والمتوسط بدائرة الأغواط  إلى أن أحيل على التقاعد سنة 1982م.

## وفاته
تعرَّضَ في آخر حياته لمرض عضال استعصى على الأطباء علاجُهُ فلازمَ الفراشَ مدَّة سنةٍ ثمَّ لقي ربَّهُ عن سنِّ 72 عامًا، في يوم الأحد 02 ذي القعدة 1407 هـ/ 26 جوان 1987 م.